# USS Discovery (NCC-1031)
L'USS Discovery est un vaisseau spatial imaginaire appartenant à l'univers de Star Trek, apparu dans la série télévisée Star Trek: Discovery en 2017 et dans deux des quatre épisodes de la websérie Star Trek: Short Treks en 2018.

## Caractéristiques
Vaisseau de classe Crossfield, le Discovery est officiellement désigné comme un vaisseau scientifique. En 2256, son équipage comptait environ 136 membres. Cependant, après la guerre contre les Klingons, en 2257, l'équipage s'est agrandi pour atteindre plus de 200 personnes. Les installations du vaisseau étaient conçues pour accueillir jusqu'à 300 missions scientifiques distinctes, un record pour Starfleet à l'époque.

### Moteur sporique
Tout comme son sister-ship l'USS Glenn, le Discovery est équipé d'un système de propulsion sporique expérimental, permettant au vaisseau de traverser n'importe quelle distance de manière instantanée en empruntant un imposant réseau mycélien s'étendant à l'Univers entier. Ce moteur révolutionnaire, basé sur les recherches de Paul Stamets, utilise un réseau mycélien interstellaire, une forme de champ de spores fongiques, pour naviguer instantanément à travers l'espace.
Initialement, le moteur sporique ne permettait que des micro-sauts de quelques centaines de mètres en raison de l'absence d'un système de navigation biologique. Ce problème a été résolu par l'intégration au système d'un tardigrade géant, trouvé sur l'épave du Glenn dont il avait décimé l'équipage, dont les propriétés biologiques permettaient de cartographier et de naviguer sur le réseau mycélien avec précision.
Cependant, l'utilisation du tardigrade s'est avérée éthiquement problématique et peu pratique sur le long terme, d'autant plus qu'il se mit en cryptobiose à la suite de son dernier saut, rendant le moteur inutilisable. Devant l'urgence d'utilisation du moteur pour sauver le capitaine Lorca, Stamets s'est injecté l'ADN du tardigrade, devenant ainsi le "navigateur humain" du moteur sporique, tandis que l'animal fut remis en liberté dans l'espace. Stamets se fit par la suite poser une interface Homme-Machine pour rendre son utilisation du moteur plus confortable, et cette interface fut encore améliorée avec du nanogel lors de la refonte du vaisseau en 3189.
À chaque fois qu'un saut sporique s'apprête à être effectué, le Discovery passe en "alerte noire". Depuis la destruction du Glenn, le Discovery restera le seul vaisseau de Starfleet à disposer de cette technologie.

### Refonte (NCC-1031-A)
Pour sa réintégration dans la flotte de Starfleet à la suite du saut dans le futur, le Discovery subit une importante refonte afin de mettre à niveau ses systèmes aux standards du 32e siècle, marquée par l'ajout de la lettre A à son matricule.
Ce réaménagement comprend l'installation de matière programmable dans toutes les stations pour un meilleur contrôle et la conversion de ses moteurs de distorsion pour une maniabilité et des performances améliorées. L'enseigne Adira Tal inclut également une mise à niveau du cube de réaction de commande des spores, offrant à Stamets une nouvelle interface de contrôle à base de nanogel. Le Discovery fut également équipé d'un dispositif de camouflage. La section centrale des systèmes est également améliorée et un holodeck fut rajouté parmi les réaménagements.
Au 33e siècle, juste avant son ultime mission, le Discovery fut ramené à sa configuration du 23e siècle, la matière programmable et la mention A étant notamment retirées.

## Équipage

### Commandement
- Gabriel Lorca (2256 - 2257)
- Saru (par intérim, 2257)
- Christopher Pike (2257 - 2258)
- Saru (2258 et 3189)
- Michael Burnham (3189 - ?)

### Membres notables
- Saru - Premier commandant en second du Discovery.
- Paul Stamets - Chef ingénieur en salle des machines, astromycologue et navigateur du moteur sporique.
- Docteur Hugh Culber - Médecin en chef.
- Sylvia Tilly - Cadet, Enseigne, brièvement instructrice à l'académie de Starfleet et commandant en second par intérim.
- Ash Tyler - Chef de la sécurité.
- Keyla Detmer - Pilote.
- Joann Owosekun - Officier des opérations.
- Gen Rhys - Officier tactique.
- Ronald Altman Bryce - Officier des communications.
- Airiam - Officier de pont chargée du moteur sporique.
- Nhan - Chef de la sécurité.
- Jett Reno - Ingénieur en salle des machines.
- Adira Tal - Enseigne.
- Rayner - Deuxième commandement en second du Discovery et ancien capitaine de l'USS Antares.

## Historique
Construit en 2255 dans le chantier naval de San Francisco, l'USS Discovery fut officiellement lancé en 2256. Son commandement initial fut confié au capitaine Gabriel Lorca, un officier controversé mais respecté pour son expertise tactique. Le vaisseau était à l'origine destiné à des missions scientifiques, notamment pour expérimenter un nouveau type de moteur sporique conjointement à son sister-ship Glenn, mais la guerre imminente avec l'Empire Klingon imposa une réévaluation des priorités de Starfleet.

### Saison 1 de Star Trek: Discovery
La première grande mission du Discovery fut donc de participer à cette guerre dans laquelle était engagée la Fédération à la suite de la Bataille des Étoiles Binaires. Le moteur sporique du Discovery devint vite une arme stratégique essentielle pour Starfleet. Lorca dirigea plusieurs missions audacieuses contre les forces klingonnes, utilisant le moteur sporique pour frapper rapidement et disparaître avant que l'ennemi ne puisse riposter. Ces manœuvres déstabilisèrent les Klingons et permirent à la Fédération de remporter plusieurs victoires cruciales.
En orbite de Pahvo, le Discovery effectua 133 micro-sauts à la suite autour d'un vaisseau klingon afin de collecter suffisamment de données pour élaborer un algorithme anti-occultation, permettant de détecter la position d'un vaisseau klingon occulté. L'algorithme fonctionna, et le vaisseau ennemi fut détruit. Mais à la suite d'un accident apparent du moteur sporique sur le retour à la Base stellaire 1, le Discovery fut projeté dans l'univers miroir, échangé avec son double de l'empire terrien, l'ISS Discovery, qui de son côté fut rapidement détruit par des vaisseaux klingons. Ainsi, le vaisseau et son équipage se firent passer pour leurs homologues terriens, Sylvia Tilly en étant le capitaine. Lorca retourne sur l'ISS Shenzhou avec Michael Burnham, cette dernière en étant le capitaine et lui se faisant passer pour son prisonnier.
Alors que Lorca a été remis à l'Empire sur l'ISS Charon, l'impératrice de l'Empire Terrien, Philippa Georgiou, révèle à Michael que Lorca était en réalité un habitant de l'univers miroir qui avait remplacé son homologue et avait délibérément amené le Discovery dans son univers. Après la révélation de Lorca, Saru prend temporairement le commandement du Discovery. Pour retourner dans leur univers, une attaque fut lancée contre le vaisseau impérial. En volant à travers la superstructure du vaisseau terrien, le Discovery a détruit le réacteur à super-mycélium alimentant le Charon, utilisant l'onde de choc mycélienne résultante pour alimenter le moteur sporique et regagner leur univers.
Le Discovery revint dans son univers neuf mois après son départ, et trouva le territoire de la Fédération largement conquis par les Klingons, recueillant à son bord plusieurs hauts gradés de Starfleet et l'ambassadeur vulcain Sarek. Après une vaine tentative de retour à la base stellaire 1, prise par les Klingons qui menacent alors la Terre, Starfleet choisit d'utiliser le Discovery pour préparer une attaque contre Qo'noS, monde natal des Klingons. Après avoir terraformé une lune pour reconstituer ses réserves de spores, le Discovery devint le premier vaisseau de Starfleet à visiter la planète natale des Klingons, depuis Jonathan Archer et l'Enterprise NX-01 en 2151, en sautant à l'intérieur d'une caverne volcanique inactive suffisamment grande pour l'accueillir. Une équipe de débarquement à la surface a finalement conclu la mission, apportant une solution pacifique au conflit et l'ouverture de négociations.
La guerre terminée, Discovery revint sur Terre, où son équipage de passerelle fut honoré de la médaille d'honneur de Starfleet. Le vaisseau reçut ensuite l'ordre de se rendre sur Vulcain afin de ramener l'ambassadeur Sarek chez lui. Pendant le trajet, un appel de détresse conduit le Discovery à sortir de distorsion pour répondre au capitaine Christopher Pike, et retrouve l' USS Enterprise.

### Saison 2 de Star Trek: Discovery
L'Enterprise, incapable de poursuivre sa mission en raison de graves dommages, est laissé sous le commandement de son Numero Un, tandis que le capitaine Pike, sur ordre de Starfleet, prend le commandement du Discovery pour continuer sa mission d'étude de sept mystérieux signaux rouges répartis dans la galaxie. Le vaisseau se rend vers la source du premier signal, un astéroïde interstellaire, où il trouve l'épave de l'USS Hiawatha, dont il recueille les survivants, notamment l'ingénieur en chef Jett Reno, malgré des dégâts considérables causés par la fragmentation de l'astéroïde dont il parvient à récupérer un morceau dans le hangar à navettes pour étude. Plus tard est détecté un deuxième signal dans le quadrant bêta, sur la planète Terralysium, dont les habitants sont menacés par la chute de débris radioactifs des anneaux de la planète, qui seront éloignés par le Discovery en utilisant l'astéroïde dans une manoeuvre périlleuse. En cherchant Spock, qui semble lié aux signaux, le Discovery est intercepté par une énorme sphère de vie, qui surcharge son système informatique, lui transmettant ses cent mille ans de connaissances avant de mourir. Lors d'un saut dans le plan mycélien pour sauver Sylvia Tilly, le vaisseau subit une attaque mais est sauvé par Leland, chef de la Section 31.
L'équipage du Discovery se retrouve impliqué dans un conflit avec les Ba'ul après qu'un troisième signal soit apparu au-dessus de Kaminar, monde natal de Saru. Grâce aux informations fournies par la sphère, l'équipage aida les Kelpiens à évoluer au-delà des limitations imposées par les Ba'ul, ouvrant la voie à la coexistence des deux races. Les signaux et l'entité humanoïde qui lui est associée, connue sous le nom d'Ange Rouge, semblent liés au frère adoptif de Michael Burnham, le lieutenant Spock de l'Enterprise, et attirent l'attention de la Section 31, qui tente de capturer Spock et Burnham. Ils les retrouvent sur Talos IV, mais il s'avère que ce sont des illusions projetées par les Talosiens ; les vrais Spock et Burnham s'enfuient sur le Discovery, qui est alors déclaré vaisseau renégat.
Les données de la sphère comprennent également des informations cruciales sur l'intelligence artificielle. Une IA du futur infecte le Contrôle, le système d'évaluation des menaces développé par la Section 31, le rendant conscient et obsédé par l'obtention de toutes les données de la sphère pour évoluer vers une véritable forme de vie et l'éradication de toutes les autres. Airiam, officier cyborg du Discovery, voit ses systèmes hackés par le Contrôle et est forcée de transmettre les données de la sphère au Contrôle au quartier général de la Section 31, mais est tuée avant de compléter cette tâche.
Juste avant sa mort, Airiam avertit ses collègues de retrouver le "Projet Dédale", qui se révèle être une initiative de la Section 31 impliquant la construction d'une combinaison pour voyager dans le temps, qui correspond à la description de l'Ange Rouge, qui s'avère être la mère de Michael Burnham, le Dr Gabrielle Burnham, présumée morte depuis vingt ans. Lorsque les données de la sphère se révèlent impossibles à supprimer des banques de données du vaisseau, l'équipage du Discovery tente d'envoyer les données dans le futur en les transférant dans la combinaison, mais ce plan est saboté par Leland, possédé par le Contrôle : il détruit le cristal temporel de la combinaison de Gabrielle avant le transfert, la ramenant ainsi à son point d'ancrage dans le futur.
Après avoir obtenu un nouveau cristal temporel sur Boreth en suivant le quatrième signal, Stamets et Reno préparent une nouvelle combinaison pour Michael Burnham. Cependant, ils se retrouvent encerclés par la flotte de la Section 31, entièrement sous la domination du Contrôle. Pike convoque l'Enterprise pour récupérer l'équipage du Discovery avant d'activer le protocole d'autodestruction du vaisseau pour détruire les données de la sphère, Ces dernières l'en empêchant, cela les conduit à changer de plan : expédier le Discovery lui-même dans le futur, et les données avec lui. Pike et d'autres membres du personnel essentiel retournent au vaisseau pour enquêter sur le cinquième signal sur la planète Xahea, où ils accueillent la reine Me Hani Ika Hali Ka Po, qui a développé un incubateur de dilithium pouvant être utilisé pour charger le cristal temporel. Alors que Pike regagne l'Enterprise, laissant le commandement à Saru, une bataille se prépare contre la flotte de la Section 31. Lors de l'affrontement, Burnham réussit à ouvrir un trou de ver avec la combinaison, permettant au Discovery de se rendre 930 ans dans le futur, hors de portée du Contrôle.
À la suite de ces événements, Pike, Spock et le personnel resté à bord de l'Enterprise rapportent à Starfleet que le Discovery a été détruit dans la bataille. Ils recommandent également que tous les enregistrements liés au Discovery et à son moteur sporique soient mis au secret, interdisant toute mention de ce dernier sous peine de trahison, afin que le Contrôle ne puisse jamais retrouver les données de la sphère.

### Saison 3 de Star Trek: Discovery
À la sortie du trou de ver en 3189, le Discovery s'écrase sur une planète de glace. Il est finalement sauvé par Michael Burnham, arrivée dans le futur un an plus tôt, accompagnée de son ami coursier Cleveland Booker. Après l'arrivée du Discovery au 32ème siècle, le développement des ordinateurs de bord incite certains membres d'équipage, comme le capitaine Saru, à développer une théorie selon laquelle l'intégration des grandes quantités de données de la Sphère, essentielles à leur voyage vers le futur, a induit le développement d'un système de protection conscient de lui-même parmi les systèmes informatiques du vaisseau.
Au siège de la Fédération, très diminuée depuis qu'un évènement cataclysmique appelé le Brasier a fait exploser tout le dilithium du Quadrant, le Discovery subit une importante refonte, tous ses systèmes étant mis à niveau pour correspondre à la technologie du 32e siècle. Il est finalement remis en service avec le matricule NCC-1031-A et reclassé comme vaisseau d'intervention rapide basé au quartier général de la Fédération, en raison de la nature unique de son moteur sporique mais également pour dissimuler le fait que le Discovery a voyagé dans le temps, ceci étant interdit depuis les guerres temporelles.
Par la suite, le Discovery est détourné par Osyraa et ses forces de la Chaîne d'Émeraude, qui utilisent le vaisseau pour atteindre le quartier général de la Fédération. Durant la bataille qui suit, Burnham tue Osyraa, réinitialise l'ordinateur à son système d'exploitation précédent et reprend le contrôle du vaisseau. Le noyau de distorsion du Discovery est ensuite éjecté et explose afin de détruire le vaisseau amiral de la Chaîne d'Émeraude, tandis que le vaisseau s'enfuit avec son moteur sporique, Cleveland Booker remplaçant temporairement Stamets à la navigation.
À la suite de la résolution de la crise du Brasier, Michael Burnham est promue capitaine du Discovery. Le vaisseau est ensuite chargé de transporter du dilithium vers divers mondes de la Fédération.

### Saison 4 de Star Trek: Discovery
Face à la menace de l'Anomalie de Matière Noire (AMN), le Discovery a été chargé de voyager au-delà de la barrière galactique et d'établir le premier contact avec l'espèce 10-C, à l'origine du phénomène, accompagné d'un certain nombre de représentants diplomatiques, dont les présidentes de la Fédération et de Ni'Var (anciennement Vulcain). La mission a laissé le moteur sporique gravement endommagé, bloquant le vaisseau à des décennies de distorsion de la Terre. Cependant, l'équipage réussit à convaincre les 10-C de fermer l'AMN juste à temps pour sauver Ni'Var et le système solaire de la destruction, ces derniers utilisant le trou de ver pour y renvoyer le Discovery. Par ailleurs, l'intelligence artificielle du vaisseau, combinée aux données de la sphère, a développé une conscience propre et s'est prénommée Zora.

### Saison 5 de Star Trek: Discovery
En 3191, Saru ayant démissionné de Starfleet pour occuper le poste d'ambassadeur de la Fédération, Rayner, ancien capitaine de l'USS Antares, devient le nouveau commandant en second du Discovery. L'équipage est à la poursuite d'un couple de bandits, Moll et le Breen L'ak, dans une quête d'indices pour accéder à une technologie de maîtrise de la vie créée par l'espèce des Progéniteurs, qui les conduira sur Lyrek, Trill, un espace interdimensionnel où se trouve l'épave de l'ISS Enterprise et Halem'no, brisant la Directive Première sur cette dernière et restant coincé dans le temps pendant six heures entre Trill et l'Enterprise. Après que l'USS Locherer ait capturé Moll et L'ak, le Discovery retourne à la Fédération pour découvrir que les Breen sont en route ainsi que le Primarque Ruhn. À leur arrivée, Burnham reconnaît le cuirassé de Ruhn comme le vaisseau qu'elle et Rayner ont vu dans une chronologie alternative tandis que le Discovery était dans un cycle temporel, celui qui a détruit la Fédération après avoir obtenu la technologie des Progéniteurs. Les tentatives de négociation avec le Primarque se soldent par la mort accidentelle de L'ak lors d'une tentative d'évasion et Moll révèle la recherche à Ruhn, dans l'espoir d'utiliser la technologie pour ressusciter son amant, partant avec eux et laissant le Discovery dans une course avec les Breen pour trouver la technologie des Progéniteurs.
Après avoir rejoint les Archives Éternelles pour trouver le dernier indice, l'équipage du Discovery entre en conflit avec le cuirassé Breen en essayant de protéger les archives et l'équipe de Burnham. Forcé de remettre la carte entière à Ruhn afin de sauver les archives, le vaisseau est ensuite apparemment détruit par le vaisseau Breen, en fait une tactique de Burnham pour s'échapper, mais subit de lourds dégâts, notamment au niveau de son moteur sporique et de ses nacelles de distorsion, qui prennent des heures à réparer. Alors qu'il finit par atteindre en premier les coordonnées de l'endroit où la technologie des Progéniteurs est cachée (sur un point d'équilibre gravitationnel entre deux trous noirs) les forces Breen de Moll récupèrent d'abord le conteneur la renfermant, forçant le Discovery à envoyer une équipe sur le cuirassé pour le récupérer. 
De plus, ayant appris la mort de Ruhn des mains de Moll, le Primarque Tahal et toute sa flotte sont en route pour prendre les forces de Ruhn pour eux-mêmes, Starfleet ne pouvant pas faire grand-chose pour aider le Discovery, à part lui envoyer tous les vaisseaux du secteur qui n'arriveront pas à temps, et Saru dans une navette pour tenter une solution diplomatique avec Tahal et la retarder. Après que l'enseigne Adira Tal ait désactivé les boucliers du cuirassé, le Discovery percute le champ de confinement de la baie de navette pour récupérer l'équipe et la structure, faisant exploser l'intérieur de la baie de navette avec ses armes et endommageant gravement le cuirassé dans le processus. Cependant, la structure tombe dans un espace ouvert entre les deux trous noirs, révélant un portail par lequel Moll et Burnham sont entrés, laissant à l'équipage peu de temps pour récupérer le capitaine et la technologie avant l'arrivée de la flotte de Tahal. Alors que Book et Kulber, avec le rayon tracteur d'une navette, parviennent à retenir suffisamment longtemps le portail pour permettre à Moll et Burnham d'en sortir, et que Saru ait réussi à convaincre Tahal de rebrousser chemin, le Discovery, en plaçant sa soucoupe et son bloc propulsif de part et d'autre du croiseur Breen, réussit grâce au moteur sporique à l'expédier au-delà de la bordure galactique. Le portail fut ramené temporairement dans le hangar pour étude avant d'être relâché dans l'un des deux trous noirs, hors de portée de quiconque. 

### Fin de carrière
Des décennies plus tard, Michael Burnham, désormais amiral de Starfleet, retrouve le Discovery, restauré à sa configuration du 23e siècle, pour sa dernière mission, classée Directive Rouge : Zora, l'IA consciente du vaisseau, y sera amenée à attendre un certain Craft, sans que Burnham sache de quoi il s'agisse précisément. Après être sorti de son spatiodock sous une haie d'honneur de toute la flotte de Starfleet, l'USS Discovery fit son dernier saut sporique à destination d'un point de l'espace profond, où il fut abandonné par son équipage.
Près d'un millénaire plus tard, le vaisseau fut découvert par Craft, un soldat déserteur de la planète Alcor IV, dont la capsule de sauvetage avait dérivé pendant près d'un mois dans l'espace. Durant cette longue période, l'intelligence et la sensibilité de Zora avaient encore évoluées, éprouvant même des sentiments pour Craft au fil des moments qu'ils passaient ensemble. Zora finit par le renvoyer sur sa planète à bord de la dernière navette restante du vaisseau, baptisée Funny Face en hommage à son film préféré. 
Le Discovery resta encore lune longue durée indéterminée à attendre dans l'espace que Starfleet vienne le récupérer, permettant à Zora un nouveau départ, comme promis par son ancien capitaine.